# Paraliparis skeliphrus
Paraliparis skeliphrus är en fiskart som beskrevs av Stein 2005. Paraliparis skeliphrus ingår i släktet Paraliparis och familjen Liparidae. Inga underarter finns listade i Catalogue of Life.